# Orwell Prize
Orwell Prize – brytyjska nagroda za wybitne osiągnięcia polityczne przyznawana przez University College London. Każdego roku przyznawane są trzy nagrody: za książkę, za dziennikarstwo oraz za eksponowanie brytyjskiego zła społecznego (ustanowiona w 2015 roku); w latach 2009-2012 przyznano trzecią nagrodę za blogowanie.
W 2014 roku ogłoszono nagrodę Youth Orwell Prize skierowaną do uczniów w wieku od 9 do 13 lat, aby wspierać i inspirować nowe pokolenie zaangażowanych politycznie młodych pisarzy. W 2015 r. ogłoszono Orwell Prize za demaskowanie społecznego zła w Wielkiej Brytanii, sponsorowaną i wspieraną przez Joseph Rowntree Foundation.
Bernard Crick ufundował nagrodę w 1993 roku, wykorzystując pieniądze za tantiem z wydania biografii Orwella w twardej oprawie. Jej sponsorami są adoptowany syn Orwella Richard Blair, The Political Quarterly oraz A. M. Heath & Company. Nagroda była poprzednio sponsorowana przez Media Standards Trust.